# Christian Rabjerg Madsen
Christian Rabjerg Madsen (* 24. März 1986 in Silkeborg) ist ein dänischer Politiker der Socialdemokraterne und war 2022 Minister seines Landes für Wohnen und Inneres.

## Leben
Madsen ist der Sohn des Exporteurs Per Vestergaard Madsen und der Hospizleiterin Ragnhild Rabjerg Madsen. Er ist mit Anne Brink Pedersen, mit der er zwei Kinder hat, verheiratet.
2005 legte Madsen sein Abitur am Varde Gymnasium ab und studierte anschließend 2006 bis 2012 an der Universität Aarhus mit dem Abschluss als Cand.scient.pol. 2010 bis 2011 arbeitete Madsen als Kampagnenleiter für den Folketingskandidaten Nicolai Wammen. 2011 bis 2013 war er consultant und im letzten Jahr seiner Beschäftigung senior consultant der JKL / MSL Group. Von 2013 bis 2015 war Madsen Entwicklungsberater der Varde Kommune.
2011 war Madsen Kandidat der Socialdemokraterne für den Koldingkreds. Seit dem 18. Juni 2015 ist er Abgeordneter für den Sydjyllands Storkreds. Im Folketing war er von 2017 bis 2018 Vizevorsitzender des Umwelt- und Lebensmittelausschusses, 2019 bis 2022 Vorsitzender des Ausländer- und Integrationsausschusses, von 2019 bis 2022 Sprecher seiner Fraktion für Finanzen, 2020 bis 2022 Vizefraktionsvorsitzender, 2022 Vizevorsitzender des Forschungsausschusses und Vizevorsitzender des Geheimdienstausschusses. Seit 2022 ist Madsen politischer Sprecher seiner Fraktion. Vom 2. Mai 2022 bis 15. Dezember 2022 hatte er in der Regierung Frederiksen I das Amt des Innen- und Wohnministers inne.

## Ehrenämter
Von 2007 bis 2008 war Madsen Mitglied des Vorstands des Frit Forum Århus, 2007 Vizevorsitzender und Vorsitzender. Seit 2015 ist er Mitglied von Staten i hele Danmark. Von 2020 bis 2022 war er Mitglied des Vorstands der Dänischen Nationalbank und ihres Verwaltungsrates.